# Hanna Chojnacka
Hanna Chojnacka-Gościniak (ur. 26 września 1964 w Płocku) – polska aktorka filmowa, telewizyjna, teatralna i dubbingowa.
W 1987 roku ukończyła studia na wydziale aktorskim PWSFTviT w Łodzi. W tymże roku związała się ze stołecznym Teatrem Rampa na Targówku, a w 1993 przeszła do Teatru Nowego, z którego odeszła pięć lat później. W 2008 roku dołączyła do Teatru Dramatycznego im. Jerzego Szaniawskiego w Płocku.

## Filmografia

### Filmy
- 1988: Krótki film o miłości – kelnerka w kawiarni
- 2006: Przybyli ułani – Ryśka
- 2007: Ogród Luizy – dziennikarka
- 2011: Z daleka widok jest piękny – Posłańcowa

### Seriale
- 1992: Pogranicze w ogniu – Zosia
- 2000–2001: Miasteczko – uczestniczka programu „Magnes”
- 2004: Plebania – Maria Jaskułowa
- 2004–2008: Daleko od noszy – różne role
- 2005: Pensjonat pod Różą – Rybakowska
- 2006: Mrok – gospodyni Gajdy
- 2007: Dwie strony medalu – Zofia Kurzawska
- 2008: Pitbull – Małgorzata Rosikiewicz
- 2008: Ojciec Mateusz –
  - matka Łukasza (odc. 25),
  - pokojówka (odc. 221)
- 2012: Na dobre i na złe – Barbara
- 2021–2024: Skazana – Anna Wiśniewska

## Dubbing

### Filmy
- 1973: Robin Hood
- 1990: Bernard i Bianka w krainie kangurów – pielęgniarka
- 2000: Mała syrenka II: Powrót do morza – goście
- 2002: Harry Potter i Komnata Tajemnic – czarownica zaczepiająca Harry’ego
- 2003: Barbie z Jeziora Łabędziego – królowa
- 2004: Barbie jako księżniczka i żebraczka – królowa
- 2004: Mulan II – Fa Li
- 2008: Dzielny Despero – narratorka
- 2008: Madagaskar 2
- 2008: Wyspa Nim
- 2019: Spider-Man: Daleko od domu – kapitan samolotu

### Seriale
- 2001–2007: Ach, ten Andy! – Freida Larkin (większość odcinków I serii, całą II i III serię)
- 2001–2003: Clifford
- 2001–2004: Samuraj Jack
- 2004–2006: Brenda i pan Whiskers – Lola Boa (odc. 22–39)
- 2005: Porażki Króla Artura – Marion (odc. 1, 3, 13–14)
- 2010: Tempo Express –
  - Loana (odc. 13),
  - wróżka (odc. 19),
  - żebraczka (odc. 20)
- 2010: Truskawkowe Ciastko: Niezwykłe przygody (seria pierwsza)

### Gry
- 2000: Hugo. Tropikalna wyspa 2 – Scylla
- 2000: Hugo. Tropikalna wyspa 3 – Scylla
- 2001: Hugo: Gorączka czarnych diamentów – Scylla
- 2002: Heroes of Might and Magic IV –
  - Shaera,
  - Tawni Balfour
- 2002: Hugo. Tropikalna wyspa 4 – Scylla
- 2002: Hugo: Tajemnice oceanu – pirat-foka
- 2002: Hugo: Czarodziejskie zwierciadło – Scylla
- 2007: Harry Potter i Zakon Feniksa – portret Elizabeth Burke
- 2008: Legend: Hand of God
- 2008: eXperience112 –
  - Resa Leeglind,
  - głos w menu głównym
- 2008: Tension –
  - Ima,
  - Una
- 2010: F1 2010
- 2011: Might & Magic: Heroes VI –
  - Airini,
  - Yvana,
  - Głosy,
  - Katashi,
  - Ulah,
  - Khongorz
- 2013: Company of Heroes 2